# Бондаренко Анатолій Дмитрович
Анато́лій Дми́трович Бондаре́нко (нар. 8 травня 1934, місто Суми — 25 травня 2015, місто Суми) — український політик лівого спрямування. Народний депутат України 1-го скликання. Голова виконавчого комітету Сумської обласної Ради народних депутатів, голова Сумської обласної ради.

## Життєпис
Народився 8 травня 1934 року в місті Суми.
Після закінчення Сумського машинобудівного технікуму працював техніком-конструктором та інженером-конструктором на Сумському машинобудівному заводі імені Фрунзе. Служив у Радянській армії.
Член КПРС з 1957 року.
Потім працював інженером-конструктором Сумського машинобудівного заводу імені Фрунзе. Закінчив Український заочний політехнічний інститут.
З 1961 року — інструктор, завідувач промислово-транспортного відділу Сумського міського комітету Компартії України.
З серпня 1966 року — заступник голови виконавчого комітету Сумської міської Ради депутатів трудящих.
З червня 1968 до вересня 1977 року — голова виконавчого комітету Сумської міської Ради народних депутатів.
Закінчив Академію суспільних наук при ЦК КПРС.
У 1980—1984 роках — заступник, 1-й заступник голови виконавчого комітету Сумської обласної Ради народних депутатів.
10 січня 1984 — листопад 1988 року — секретар Сумського обласного комітету КПУ.
9 листопада 1988 — жовтень 1991 року — голова виконавчого комітету Сумської обласної Ради народних депутатів. 8 жовтня 1991 — червень 1994 року — голова Сумської обласної Ради народних депутатів.
18 березня 1990 року обраний народним депутатом України 1-го скликання.
Член Комісії ВР України з питань будівництва, архітектури та житлово-комунального господарства.

## Нагороди та відзнаки
- Нагороджений двома орденами Трудового Червоного Прапора, орденом «Знак Пошани», медалями, почесною грамотою Президії Верховної Ради Української РСР.
- У жовтні 2007 року Сумська міська рада присвоїла Анатолію Дмитровичу Бондаренку звання «Почесний громадянин міста Суми».

Одружений, має дітей.